# Track Top-40
Track Top-40 (раніше знаний як Single Top 20, Single Top-20) — данський музичний чарт синглів. Чарт включає 40 позицій і формується на основі даних про продажі музичних синглів на CD чи грамплатівках і через Інтернет. Всі дані збираються компанією Nielsen Music Control, членом федерації IFPI (International Federation of the Phonographic Industry).

## 2001—2007: Hitlisten
Хіт-парад з'явився 1 січня 2001 року і називався Hitlisten, він охоплював чарти Single Top-20 і Download Top 20.

## 2007-даний час: Tracklisten
2 листопада 2007 року Tracklisten прийшов на зміну Hitlisten, що припинив своє існування у жовтні 2007 року.